# 第11屆金音創作獎
第11屆金音創作獎是2020年臺灣創作音樂的年度盛事之一，以表揚年度傑出的臺灣創作音樂從業人員。

## 評審團
主席：陳君豪

## 入圍暨得獎名單
以表示得獎者

### 評審團獎
Alex Zhang Hungtai & Tseng Kuo Hung 《LONGONE 龍港》

### 特別貢獻獎
女巫店及創辦人彭郁晶

## 外部連結
- 第11屆金音創作獎入圍名單.文化部影視及流行音樂產業局.2020-11-25
- 第11屆金音創作獎得獎名單.文化部影視及流行音樂產業局.2020-10-31